# Sam Ruopp
Samuel „Sam“ Ruopp (* 3. Juni 1996 in Regina, Saskatchewan) ist ein britisch-kanadischer Eishockeyspieler mit deutscher Staatsbürgerschaft, der seit Juli 2024 beim ERC Ingolstadt aus der Deutschen Eishockey Liga (DEL) unter Vertrag steht und dort auf der Position des Verteidigers spielt. Zuvor war Ruopp unter anderem zwei Spielzeiten für die Belfast Giants in der britischen Elite Ice Hockey League (EIHL) aktiv, mit denen er in beiden Jahren die Britische Meisterschaft gewann. Sein älterer Bruder Harrison Ruopp ist ebenfalls professioneller Eishockeyspieler.

## Karriere

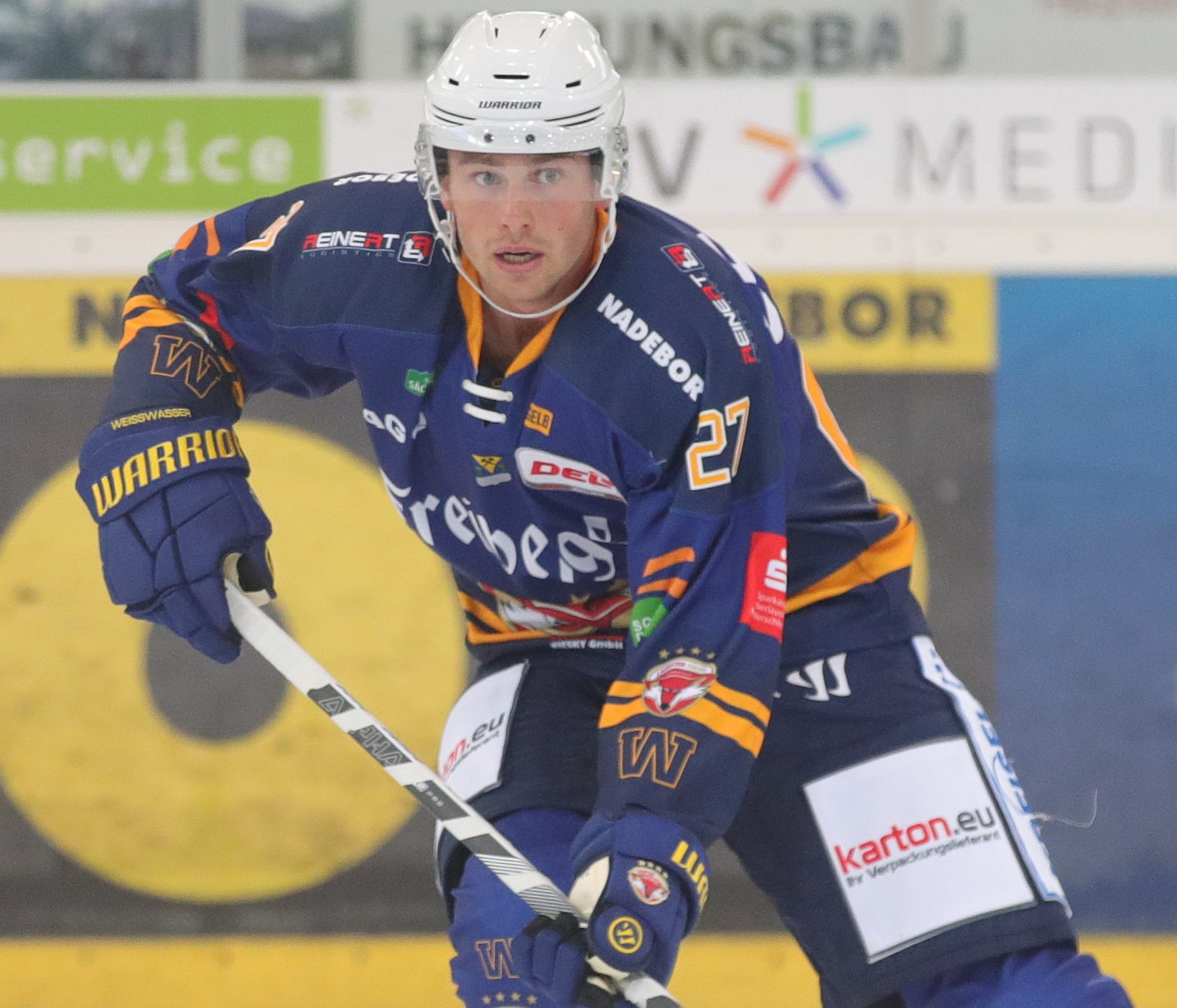
Ruopp im Trikot der Lausitzer Füchse (2023)

Sam Ruopp begann seine Karriere als Eishockeyspieler im unterklassigen kanadischen Junioreneishockey bei den Regina Pat Canadians in seiner Geburtsstadt. Im Sommer 2011 wurde er von den Prince George Cougars beim Bantam Draft der Western Hockey League (WHL) in der vierten Runde als insgesamt 76. Spieler ausgewählt und im Jahr darauf unter Vertrag genommen. Nach seinem Debüt zum Ende der Spielzeit 2012/13 verbrachte der Verteidiger anschließend vier Spielzeiten bei den Cougars, von denen er die letzten drei Jahre als Mannschaftskapitän fungierte. Während dieser Zeit wurde er beim NHL Entry Draft 2015 in der fünften Runde als insgesamt 129. Spieler von den Columbus Blue Jackets aus der National Hockey League (NHL) ausgewählt, die ihn jedoch nie unter Vertrag nahmen.
Die Verfolgung einer Eishockeykarriere als Profispieler unterbrach Ruopp zunächst im Sommer 2017, als er ein Studium in Agrarwissenschaften an der University of Saskatchewan aufnahm. Währenddessen lief er in den folgenden drei Jahren parallel zu seinem Studium für die Universitätsmannschaft im Rahmen von U Sports um die kanadische Hochschulmeisterschaft auf. Dabei gewann er in den Jahren 2019 und 2020 mit den Saskatchewan Huskies die Meisterschaft der Canada West University Athletic Association. Nach seinem Studium absolvierte er zunächst einige Spiele für die Balgonie Bisons in der Qu’Appelle Valley Hockey League (QVHL), bevor er ab April 2021 mit den Allen Americans die Saison 2020/21 in der ECHL beendete und dadurch sein Profidebüt gefeiert hatte.
Anschließend wechselte der Abwehrspieler nach Europa, wo er zwei Jahre für die Belfast Giants in der britischen Elite Ice Hockey League (EIHL) spielte. In den Spielzeiten 2021/22 und 2022/23 gewann er mit den Nordiren sowohl die Hauptrunde – gleichbedeutend mit der Britischen Meisterschaft – als auch den Pokalwettbewerb der EIHL. Zusätzlich krönten die Giants das Jahr 2023 mit dem Gewinn der EIHL-Playoffs. Im Anschluss erhielt der Brite im Mai 2023 einen Einjahresvertrag bei den Lausitzer Füchsen aus der DEL2, bei denen er aufgrund der deutschen Vorfahren seines Vaters keine Kontingentstelle besetzte. Durch seine Leistungen erhielt er nach Saisonende ein neues Arbeitspapier beim ERC Ingolstadt aus der Deutschen Eishockey Liga (DEL).

### International
Mit der britischen Nationalmannschaft nahm Ruopp erstmals an der Weltmeisterschaft der Division IA 2023 teil, als der abermalige Aufstieg in die Top-Division gelang. In fünf Turnierspielen steuerte der Verteidiger zwei Scorerpunkte dazu bei. Anschließend gehörte er im Februar 2024 bei der dritten Vorqualifikationsrunde für die Olympischen Winterspiele 2026 in Mailand zum britischen Kader. Dabei erreichten die Briten die Qualifikationsendrunde. In der Folge spielte Ruopp die Weltmeisterschaft 2024 sowie die abschließende Qualifikation für Olympia 2026 im September desselben Jahres.

## Erfolge und Auszeichnungen
| - 2019 Meisterschaft der Canada West University Athletic Association mit der University of Saskatchewan - 2020 Meisterschaft der Canada West University Athletic Association mit der University of Saskatchewan - 2022 Challenge-Cup-Gewinn mit den Belfast Giants - 2022 Britischer Meister mit den Belfast Giants | - 2023 Challenge-Cup-Gewinn mit den Belfast Giants - 2023 Britischer Meister mit den Belfast Giants - 2023 EIHL-Playoffgewinn mit den Belfast Giants |

### International
- 2023 Aufstieg in die Top-Division bei der Weltmeisterschaft der Division IA

## Karrierestatistik
Stand: Ende der Saison 2024/25

### International
Vertrat Großbritannien bei:
- Weltmeisterschaft der Division IA 2023
- Vorqualifikationsturnier für die Olympischen Winterspiele 2026
- Weltmeisterschaft 2024
- Qualifikationsturnier für die Olympischen Winterspiele 2026

(Legende zur Spielerstatistik: Sp oder GP = absolvierte Spiele; T oder G = erzielte Tore; V oder A = erzielte Assists; Pkt oder Pts = erzielte Scorerpunkte; SM oder PIM = erhaltene Strafminuten; +/− = Plus/Minus-Bilanz; PP = erzielte Überzahltore; SH = erzielte Unterzahltore; GW = erzielte Siegtore; 1 Play-downs/Relegation; Kursiv: Statistik nicht vollständig)